# Campeonato Mundial de Esquí Alpino de 2007
El XXXIX Campeonato Mundial de Esquí Alpino se celebró en la localidad de Åre (Suecia) entre el 2 y el 18 de febrero de 2007 bajo la organización de la Federación Internacional de Esquí (FIS) y la Federación Sueca de Esquí.

## Calendario
| Día   | Hora* | Evento**              | Tipo  |
| ----- | ----- | --------------------- | ----- |
| 02.02 | 19:00 | Ceremonia de apertura |       |
| 03.02 | 12:30 | Supergigante          | M     |
| 04.02 | 12:30 | Supergigante          | F     |
| 06.02 | 10:00 | Supergigante          | M     |
| 06.02 | 12:30 | Supergigante          | F     |
| 08.02 | 12:30 | Combinado             | M     |
| 09.02 | 12:30 | Combinado             | F     |
| 10.02 | 12:30 | Descenso              | M     |
| 11.02 | 12:30 | Descenso              | F     |
| 13.02 | 17:00 | Eslalon gigante       | F     |
| 14.02 | 10:00 | Eslalon gigante       | M     |
| 16.02 | 17:00 | Eslalon               | F     |
| 17.02 | 10:00 | Eslalon               | M     |
| 18.02 | 10:00 | Equipos               | MIXTO |

- (*) -  hora local de Suecia (UTC +1)
- (**)  Los eventos tachados fueron cancelados en dicha fecha debido a malas condiciones climatológicas.

## Países participantes
Participaron 350 esquiadores de 60 países (entre paréntesis el número de esquiadores por país):
| - Alemania (18) - Andorra (2) - Argentina (1) - Armenia (7) - Australia (5) - Austria (26) - Bélgica (5) - Bosnia y Herzegovina (9) - Brasil (3) - Bulgaria (4) - Canadá (20) - Chile (4) - China (10) - Chipre (3) - Croacia (10) | - Dinamarca (6) - Estonia (2) - Eslovaquia (4) - Eslovenia (16) - España (6) - Estados Unidos (18) - Finlandia (12) - Francia (23) - Georgia (3) - Ghana (1) - Grecia (2) - Hungría (8) - Irán (9) - Irlanda (4) - Islandia (10) | - Israel (1) - Italia (24) - Japón (6) - Kazajistán (7) - Kirguistán (7) - Letonia (8) - Líbano (4) - Liechtenstein (5) - Lituania (3) - Luxemburgo (2) - Macedonia del Norte (6) - Moldavia (3) - Mónaco (1) - Montenegro (1) - Noruega (8) | - Nueva Zelanda (8) - Países Bajos (4) - Polonia (6) - Reino Unido (4) - República Checa (14) - Rumania (3) - Rusia (6) - San Marino (2) - Senegal (1) - Serbia (6) - Suecia (19) - Suiza (14) - Turquía (4) - Ucrania (2) - Uzbekistán (4) |

## Resultados

### Masculino
| Evento          | Oro                                    | Plata                              | Bronce                               |
| --------------- | -------------------------------------- | ---------------------------------- | ------------------------------------ |
| Descenso        | Aksel Lund Svindal · Noruega · 1:44,68 | Jan Hudec · Canadá · 1:45,40       | Patrik Järbyn · Suecia · 1:45,65     |
| Eslalon         | Mario Matt · Austria · 1:57,33         | Manfred Moelgg · Italia · 1:59,14  | Jean-Baptiste Grange Francia 1:59,54 |
| Eslalon gigante | Aksel Lund Svindal · Noruega · 2:19,64 | Daniel Albrecht · Suiza · 2:20,12  | Didier Cuche · Suiza · 2:20,56       |
| Supergigante    | Patrick Staudacher · Italia · 1:14,30  | Fritz Strobl · Austria · 1:14,62   | Bruno Kernen · Suiza · 1:14,92       |
| Combinado       | Daniel Albrecht · Suiza · 2:28,99      | Benjamin Raich · Austria · 2:29,07 | Marc Berthod · Suiza · 2:29,23       |

### Femenino
| Evento           | Oro                                         | Plata                                 | Bronce                             |
| ---------------- | ------------------------------------------- | ------------------------------------- | ---------------------------------- |
| Descenso (11.02) | Anja Pärson · Suecia · 1:26,89              | Lindsey Kildow Estados Unidos 1:27,29 | Nicole Hosp · Austria · 1:27,37    |
| Eslalon          | Šárka Záhrobská · República Checa · 1:43,91 | Marlies Schild · Austria · 1:44,02    | Anja Pärson · Suecia · 1:44,07     |
| Eslalon gigante  | Nicole Hosp · Austria · 2:31,72             | Maria Pietilae · Suecia · 2:32,57     | Denise Karbon · Italia · 2:32,69   |
| Supergigante     | Anja Pärson · Suecia · 1:18,85              | Lindsey Kildow Estados Unidos 1:19,17 | Renate Götschl · Austria · 1:19,38 |
| Combinado        | Anja Pärson · Suecia · 1:57,69              | Julia Mancuso Estados Unidos 1:58,50  | Marlies Schild · Austria · 1:58,54 |

### Concurso de las naciones
| Evento  | Oro               | Plata            | Bronce          |
| ------- | ----------------- | ---------------- | --------------- |
| Equipos | Austria · 18 pts. | Suecia · 33 pts. | Suiza · 39 pts. |

## Medallero
| Núm. | País            | Oro | Plata | Bronce | Total |
| ---- | --------------- | --- | ----- | ------ | ----- |
| 1    | Austria         | 3   | 3     | 3      | 9     |
| 2    | Suecia          | 3   | 2     | 2      | 7     |
| 3    | Noruega         | 2   | 0     | 0      | 2     |
| 4    | Suiza           | 1   | 1     | 4      | 6     |
| 5    | Italia          | 1   | 1     | 1      | 3     |
| 6    | República Checa | 1   | 0     | 0      | 1     |
| 7    | Estados Unidos  | 0   | 3     | 0      | 3     |
| 8    | Canadá          | 0   | 1     | 0      | 1     |
| 9    | Francia         | 0   | 0     | 1      | 1     |
|      | TOTAL           | 11  | 11    | 11     | 33    |